# Келья (приток Котыльи)
Келья — река в России, протекает по городскому округу Пелым Свердловской области. Длина реки составляет 14 км.
Начинается среди посреди болота, течёт сначала на юго-запад, протекает через озёра Шевьетур, затем течёт в общем западном направлении, частично теряясь в глубоком (глубина более 2 метров) болоте. В самых низовьях поворачивает на северо-запад. Устье реки находится в 2,6 км по левому берегу реки Котылья в лесу.

## Данные водного реестра
По данным государственного водного реестра России относится к Иртышскому бассейновому округу, водохозяйственный участок реки — Тавда от истока и до устья, без реки Сосьва от истока до водомерного поста у деревни Морозково, речной подбассейн реки — Тобол. Речной бассейн реки — Иртыш.
Код объекта в государственном водном реестре — 14010502512111200012328.